# Anna Valle
Anna Valle (Roma, 19 giugno 1975) è un'attrice ed ex modella italiana, eletta Miss Italia 1995.

## Biografia
Nata a Roma, fino a tredici anni vive a Ladispoli. Da qui, dopo la separazione dei genitori, assieme alla madre e alla sorella, si trasferisce in Sicilia, a Lentini, paese d'origine della madre, stabilendovi la propria residenza. Studia al liceo classico Gorgia di Lentini e ha la sua prima esperienza teatrale recitando al Teatro greco di Siracusa, dove interpreta Mirrina in Lisistrata di Aristofane.
Diciannovenne, terminati gli studi liceali, si iscrive alla facoltà di giurisprudenza dell'Università degli Studi di Catania, ma interrompe gli studi nel 1995, quando viene eletta Miss Italia 1995, partecipando al concorso col titolo di Miss Sicilia. Prima di partecipare al concorso di bellezza lavorava nel negozio di abbigliamento intimo della madre e per sua stessa conferma, accettò di parteciparvi solo dopo la seconda volta che i promotori glielo chiesero. Nello stesso anno partecipa a Miss Universo 1996, e al videoclip della canzone Giovane amante mia di Gianni Morandi.
Il suo sogno di fare l'attrice può così avverarsi grazie alla grande popolarità raggiunta; interpreta alcuni fotoromanzi mentre studia recitazione al Teatro blu di Roma, di Beatrice Bracco, viene scelta per un ruolo da protagonista nella fiction TV Commesse (1999), con Sabrina Ferilli e Nancy Brilli. Successivamente partecipa ad altre fiction tv come protagonista, tra cui: Turbo (2000), Cuore (2001), Papa Giovanni - Ioannes XXIII e Per amore del 2002, Augusto - Il primo imperatore e Soraya del 2003, Le stagioni del cuore (2004), Callas e Onassis (2005), Fuga per la libertà - L'aviatore (2008) e Nebbie e delitti 3 (2009). Nel 2005 torna al teatro classico.
La fortuna della fiction italiana all'estero fa sì che sia molto conosciuta in diversi paesi europei, specialmente in Germania, dove nel 2000 ha girato una serie di fantascienza, Aeon - Countdown im All, Trillenium nella versione trasmessa dalla RAI, venendo però poi doppiata nell'edizione italiana. Dopo aver girato nel 1996 il cortometraggio Le due bambole rosse di Alessandro Ingargiola, esordisce sul grande schermo con il lungometraggio Le faremo tanto male (1998) di Pino Quartullo, cui seguono nel 2001 Sottovento! di Stefano Vicario, nel 2007 SoloMetro di Marco Cucurnia e nel 2008 Misstake di Filippo Cipriano e Carnera - The Walking Mountain di Renzo Martinelli, sulla vita del pugile Primo Carnera, in onda anche in due puntate su Canale 5 con il titolo Carnera - Il campione più grande.
Nel 2010 gira la miniserie Atelier Fontana - Le sorelle della moda, in cui interpreta una delle tre stiliste Fontana (le altre due vengono interpretate da Alessandra Mastronardi e Federica De Cola). La fiction ha successo su Rai 1, trasmessa il 27 e 28 febbraio 2011 in prima serata, con picchi fino a 9 milioni e mezzo di telespettatori. Dal 12 ottobre 2011 è su Canale 5 con la fiction Un amore e una vendetta insieme ad Alessandro Preziosi, regia di Raffaele Mertes.
Nell'estate 2012 affianca Bruno Vespa nell'edizione 2012 del Premio Campiello; con lei Gigliola Cinquetti e Arisa. Nel 2012 veste i panni di Anna Ferraris, protagonista della fiction Rai Questo nostro amore, riconfermato nel 2014 e nel 2018 in Questo nostro amore 70 e Questo nostro amore 80. Nel 2013 con Alessandro Preziosi torna nelle nuove puntate della fiction Un amore e una vendetta in cui interpreta il personaggio di Laura Castellani. Nel 2017 è in TV con la fiction Sorelle, in cui interpreta la protagonista Chiara.
A partire dal 7 gennaio 2019 è in TV come Irene, insegnante di musica e moglie del direttore d'orchestra Luca Marioni, interpretato da Alessio Boni, nella fiction La Compagnia del Cigno, scritta e diretta da Ivan Cotroneo e trasmessa da Rai 1, dove si racconta la storia di sette ragazzi che frequentano il Conservatorio Giuseppe Verdi di Milano.
All'interpretazione televisiva, che la vede protagonista in diversi ruoli negli anni, Anna Valle affianca da tempo anche l'interpretazione teatrale.
Nel 2022 presenta al 72º Festival di Sanremo la fiction Lea - Un nuovo giorno.

## Vita privata
Sposata dal 2008 con un avvocato e produttore di Vicenza, Ulisse Lendaro, è madre di Ginevra, nata il 20 aprile 2008, e di Leonardo, nato il 30 aprile 2013.
Da anni è impegnata nel sociale ed è testimonial di diverse associazioni tra cui Mission Bambini e Change Onlus.

## Filmografia

### Cinema
- Le faremo tanto male, regia di Pino Quartullo (1998)
- Sottovento!, regia di Stefano Vicario (2001)
- SoloMetro, regia di Marco Cucurnia (2007)
- MissTake, regia di Filippo Cipriano (2008)
- Carnera - The Walking Mountain, regia di Renzo Martinelli (2008)
- L'età imperfetta, regia di Ulisse Lendaro (2017)

### Televisione
- Commesse – regia di Giorgio Capitani  serie TV (1999)
- Tutti per uno, regia di Vittorio De Sisti – miniserie TV (1999)
- Turbo – regia di Antonio Bonifacio serie TV (1999-2000)
- Giochi pericolosi –  regia di Alfredo Angeli film TV (2000)
- Aeon - Countdown im All regia di Holger Neuhäuser  – miniserie TV, 3 puntate (2000-2001)
- Cuore, regia di Maurizio Zaccaro – miniserie TV (2001)
- La memoria e il perdono, regia di Giorgio Capitani – miniserie TV (2001)
- Per amore , regia di Maria Carmela Cicinnati e Peter Exacoustos – miniserie TV (2002)
- Papa Giovanni - Ioannes XXIII, regia di Giorgio Capitani –miniserie TV (2002)
- Soraya, regia di Lodovico Gasparini – miniserie TV (2003)
- Augusto - Il primo imperatore (Imperium: Augusto), regia di Roger Young – miniserie TV (2003)
- Le stagioni del cuore –  regia di Antonello Grimaldi serie TV (2004)
- Callas e Onassis, regia di Giorgio Capitani –miniserie TV (2005)
- Era mio fratello, regia di Claudio Bonivento – miniserie TV (2007)
- Fuga per la libertà - L'aviatore, regia di Carlo Carlei – film TV (2008)
- Carnera - Il campione più grande, regia di Renzo Martinelli – miniserie TV (2008)
- Nebbie e delitti – regia di Gianpaolo Tescari  serie TV, 3 episodi (2009)
- Atelier Fontana - Le sorelle della moda, regia di Riccardo Milani – miniserie TV (2011)
- Un amore e una vendetta – regia di Raffaele Mertes  serie TV (2011)
- Questo nostro amore – regia di Luca Ribuoli  e  Isabella Leoni  serie TV (2012-2018)
- Barabba, regia di Roger Young –miniserie TV (2012)
- Mister Ignis - L'operaio che fondò un impero, regia di Luciano Manuzzi – miniserie TV (2014)
- Tango per la libertà, regia di Alberto Negrin – miniserie TV (2016)
- Sorelle – regia di Cinzia TH Torrini  serie TV (2017)
- La Compagnia del Cigno – regia di Ivan Cotroneo  serie TV (2019-2021)
- Vite in fuga, regia di Luca Ribuoli – serie TV (2020)
- Luce dei tuoi occhi – regia di Fabrizio Costa   serie TV (2021-2023)
- Lea – regia di Isabella Leoni e Fabrizio    Costa serie TV (2022-in corso)
- Illuminate: Wanda Ferragamo, la realtà di un sogno, regia di Michele Imperio – docu-film (2023)
- Le onde del passato – regia di Giulio Manfredonia serie TV (2025)

### Cortometraggi
- Le due bambole rosse, regia di Alessandro Ingargiola (1996)

### Videoclip
- Innamorato di Gianni Morandi (2000)[6]

## Teatro
- Le troiane, d'Euripide, regia di Piero Maccarinelli (2005)
- Confidenze troppo intime, di Jérôme Tonnerre, regia di Piergiorgio Piccoli (2010-2012)
- Le cognate - Cena in famiglia, di Éric Assous, regia di Piergiorgio Piccoli (2018-2019)

## Programmi televisivi
- Miss Italia (Rai 1, 1995) concorrente
- Miss Universo (CBS, 1996) concorrente
- Il grande gioco del mercante in fiera (TMC, 1996)
- Sanremo si nasce (Rai 1, 1999)
- Premio Campiello (Rai 1, 2012)
- Prodigi - La musica è vita (Rai 1, 2017)